# Rue de Vauzelles
La rue de Vauzelles est une rue du quartier des pentes de la Croix-Rousse dans le 1er arrondissement de Lyon, en France.

## Situation et accès
La rue débute boulevard de la Croix-Rousse et se termine rue de l'Alma à côté de la montée de Vauzelles. Elle est traversée par la rue de Crimée, et l'impasse Vauzelles commence sur cette voie. La circulation se fait dans le sens inverse de la numérotation et à double-sens cyclable avec un stationnement des deux côtés. 
Un stationnement cyclable est disponible près de l'entrée du parc Sutter et un autre pour les deux-roues motorisés se trouve à l'angle de la rue de Crimée.

## Origine du nom
Cette rue porte le nom d'une famille lyonnaise dont plusieurs membres se sont illustrés dans l'histoire de Lyon.

## Histoire
Il y avait autrefois de vastes propriétés sur les pentes de la Croix-Rousse qui portaient le nom de clos. En 1823, des actionnaires décident de créer un nouveau quartier dans un de ces clos nommé Riondel.
Des rues sont créées et les propriétaires les cèdent à la ville de Lyon en 1853 à condition qu'elle prenne en charge les frais de pavage et d'éclairage. La rue porte au départ le nom de rue au couchant du Clos Riondel ; elle prend son nom actuel en 1858 par décision du conseil municipal.